# 몰바니아

몰바니아의 국기

몰바니아(Molvanîa)는 패러디 여행 안내책이다. 이 가이드는 가공의 국가 몰바니아를 기술하고 있으며 이 국가는 "백일해의 탄생지", "유럽에서 가장 오래된 원자로의 소유 국가"로 기술되는 국가이다.

## 같이 보기
- 실다비아 왕국